# Port Blair
Port Blair je hlavní město indického svazového teritoria Andamany a Nikobary. Leží na jihovýchodním pobřeží ostrova Jižní Andaman a je obklopeno kopci, nedaleko se nachází souostroví Port Blair Islands. Žije v něm okolo 100 000 obyvatel, převážně hinduistů.
Město je nazváno podle důstojníka Britské Východoindické společnosti Archibalda Blaira, který zde roku 1789 založil trestaneckou kolonii, pokus však ztroskotal na místním malarickém podnebí. Současné město bylo založeno v roce 1857, sídlila zde velká vojenská posádka, ve věznici Cellular Jail byli internování bojovníci za nezávislost Indie. V letech 1942–1944 Andamany okupovala japonská císařská armáda a Port Blair se stal sídlem vlády Ázád Hind. Město má tropické monzunové podnebí, je střediskem zpracování vzácných dřevin, nachází se zde také loděnice a základna indické pobřežní stráže. Rozvíjí se turistický ruch: k atrakcím patří zoologická zahrada, antropologické muzeum a historická tržnice, okolní moře je vyhledáváno potápěči. Na předměstí se nachází Savarkarovo mezinárodní letiště. V roce 2015 bylo město zařazeno do rozvojového programu indické vlády Smart Cities Mission.